# Махерон
Махерон или Махер (араб. قلة المشناقى‎, Калат эль-Мишнака — «Висячий дворец») — древняя иудейская крепость, находилась в одном из самых уединенных оазисов, к востоку от Мёртвого моря, на Моавитском нагорье.
Была построена иудейским царём Александром (103-75 гг. до н. э.) из династии Хасмонеев. Спустя почти 100 лет царь Ирод Великий окружил вершину горы стеной, по углам построил башни, а в центре воздвиг дворец, имевший множество роскошно убранных покоев. Кроме того, в крепости по приказу царя были построены специальные цистерны для сбора воды на случай длительной осады и собраны большие запасы стрел.

«Сама крепость образована была скалистым холмом, поднимающимся на чрезвычайную высоту и потому трудно досягаемом, но природа еще позаботилась о том, чтобы он был недоступен. Со всех сторон холм окружен невероятной глубины пропастями, так что переход через них практически невозможен. Западная горная впадина простирается на 60 стадий и доходит до Асфальтового озера, и как раз на этой же стороне Махерон достигает наибольшей высоты. Северная и южная впадины хотя и уступают в длине только что упомянутой, но тоже делают невозможным нападение на крепость. Что касается восточной, то она имеет не менее 100 локтей глубины, но примыкает к горе, противоположной Махерону»— Иосиф Флавий, Иудейская война, кн. VII, гл. 6, 1
Не раз древняя крепость выдерживала вражеские осады и штурмы. Но в историю она вошла не как неприступная крепость, замечательная в военном отношении, а как тюрьма, где содержался и был казнён Иоанн Креститель.

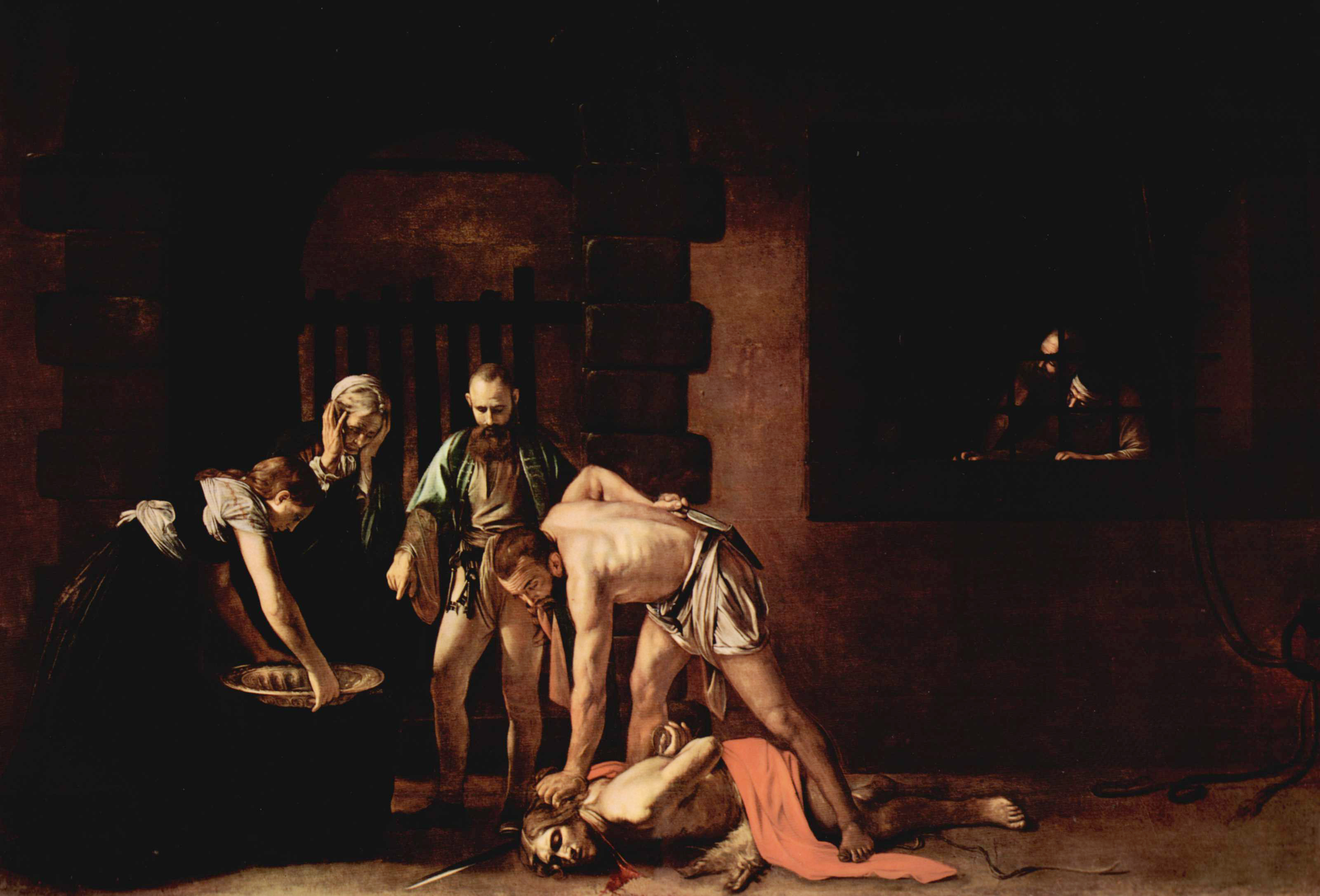
«Казнь Иоанна Крестителя» (картина Караваджо, 1608)

Проповедь Иоанна Крестителя, клеймящая отвратительные грехи сановников Израиля, не исключая и самого царя, внушала ужас Ироду Антипе и его незаконной жене Иродиаде. Однако тем не менее царь страшился отдать приказ убить пророка. Ирод Антипа повелел заточить Иоанна в неприступную крепость Махерон.
Сегодня у вершины этой горы видно довольно большое углубление, из которого узкими коридорами можно попасть в пещеру, которая служит убежищем от непогоды пастухам. «Стены пещеры имеют явно искусственное происхождение, очевидно, она была некогда подземельем замка. Здесь, в этой угрюмой темнице и содержали Иоанна Крестителя после ареста». Но даже находясь в столь страшных условиях, Иоанн не был сломлен. И даже казнь не заставила его умолкнуть. По преданию, отсеченная голова Иоанна Крестителя еще раз обличила царя Ирода Антипу словами: «Ирод, не должно тебе иметь жену брата твоего!»